# Aleksander Gamme
Aleksander Gamme, född 23 juli 1976, är en norsk äventyrare och föreläsare. Han är utanför Norge främst känd för att ensam ha gått från Antarktis kust till Sydpolen och tillbaka, vilket han gjorde i oktober 2011. Han nådde Sydpolen efter 57 dagar, och efter 87 dagar var han tillbaka vid kusten igen. Han har också bestigit Mount Everest 2007 tillsammans med Stian Voldmo.
Gamme var tidigare ett förhållande med den norska äventyraren Cecilie Skog. De träffades under inspelningen av programmet Drømmeturen, som sändes på NRK 2013 och som gick ut på att hjälpa personer runt om i Norge (av vilka de flesta tidigare i livet varit med om olyckor eller hamnat snett) att komma ut på sin drömresa i vildmarken. Tillsammans har paret två dötter, födda 2014 och 2016.